# Palazzo del Sedile (Matera)
Le Palazzo del Sedile, situé sur la place du même nom, représente le pivot de la vie culturelle et administrative de la ville de Matera, en Basilicate.

## Histoire
À Matera, en tant que ville du royaume de Naples, le Parlement municipal représentait la plus grande institution politique et avait son siège dans le Sedile (Siège). Le Siège s'appelait aussi  « Portico » ou « Tocco » et abritait les réunions des Curies et des Frères. Le premier siège était situé dans le cimetière de la cathédrale, où se tenaient les assemblées, tandis que la chancellerie était située dans la maison de Tuccio de Scalzonis et des seigneurs Moro.
Cependant, cette division est devenue insoutenable et ainsi, alors que le Municipio (l'hôtel de ville) était en cours de construction, le Sedile a occupé l'ancienne église de Sant'Eustachio. Les sujets traités par le Sedile étaient très variés : ils allaient de la fixation du prix du pain, des fromages et des légumes, de l'approvisionnement en eau à la compensation de l'approvisionnement en eau de la Fontana, en passant par la règle de la vente de glace. De nombreuses mesures ont été prises pour remédier à la misère généralisée de la population. Un sujet de grande importance fut discuté au Sedile en 1584 pour la construction d'un pont sur la Gravina di Picciano, tandis que le 25 décembre 1599 le maire proposa l'agrandissement de la chancellerie et l'aménagement des archives. En 1575, le Palazzo del Sedile fut alors placé au pied des murs du castrum, entre la Porta di Juso et la colline de San Francesco, sur la Piazza Maggiore (l'actuelle Piazza del Sedile).

## Architecture

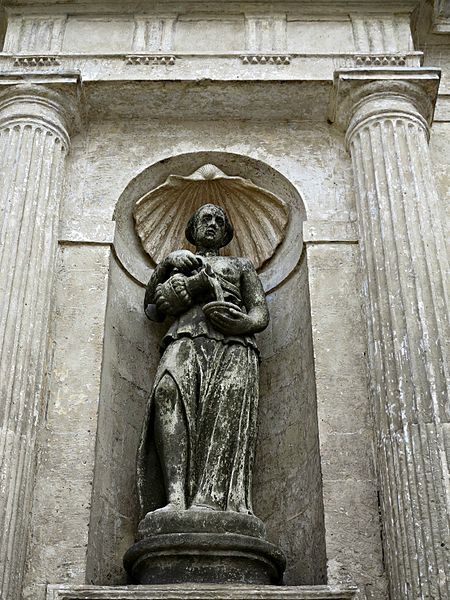

En 1779, la façade du palais de style Renaissance est modernisée. Rendue imposante par l'ajout de deux clochers, elle s'est enrichie de diverses statues ; à gauche saint Eustache et à droite sainte Irène (aux pieds de laquelle la représentation des Sassi di Matera est reconnaissable). Bien que cette dernière ait parfois été identifiée comme la statue de la Madonna della Bruna, cependant, Pietro Antonio Ridola, dans la Description historique et statistique de la ville de Matera de 1857, déclare que la statue de la Madonna della Bruna était à l'origine placée au centre entre Saint Eustache et Sainte Irène et fut ruiné par une tempête. Quatre autres statues, représentant les quatre vertus cardinales, étaient disposées dans des niches. Il est évident que ces statues n'ont pas de fonction décorative, mais font plutôt du Siège un « palais parlant » : en fait, elles communiquent à l'extérieur ce que sont les idéaux d'un bon administrateur.

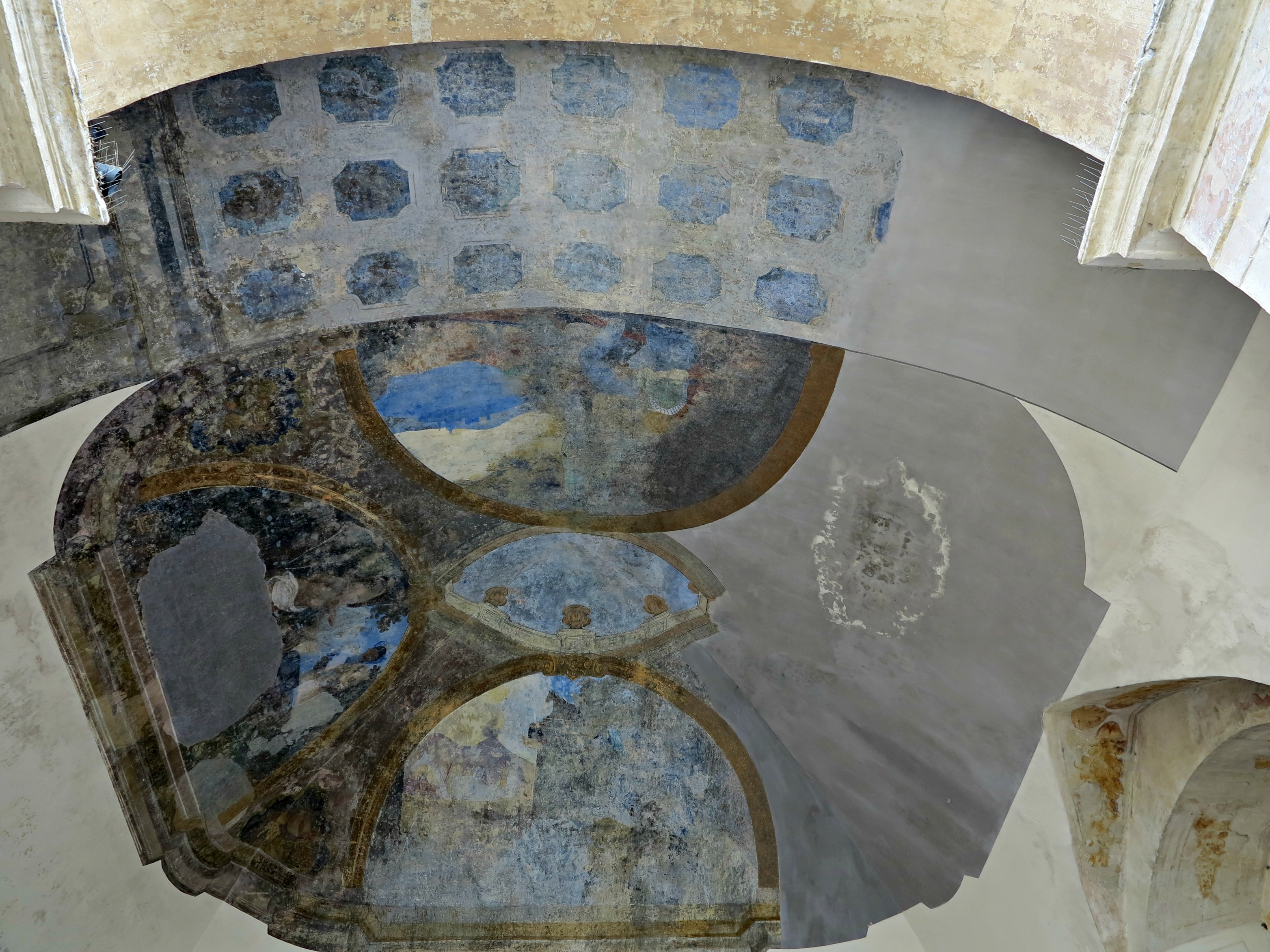

Le grand arc d'entrée est typiquement Renaissance et est flanqué de deux tours caractérisées par la présence d'une horloge et d'un cadran solaire. Dans le hall d'entrée à droite, il est possible d'admirer une fresque représentant Charles III à cheval et sur la voûte de peintures célébrant les beautés du royaume de Naples. En 1840, il a été décidé de construire la salle du conseil, une structure interne en plus du siège externe. Devant le hall d'entrée, il y avait le Sedile, un monument politico-administratif de la ville, qui vers 1930 fut inexplicablement démoli .

## Le palais aujourd'hui
En 1965, une section détachée du conservatoire Niccolò Piccinni de Bari a été créée, du nom du musicien de Matera Egidio Duni, qui a obtenu l'autonomie en 1970. Au cours des premières années de fonctionnement, afin de réaliser des essais, des concerts et des débats, le théâtre de la maison Malvezzi a été utilisé, puis remplacé par un grand auditorium nommé d'après Raffaele Gervasio, d'une capacité d'environ 400 places, promu par la municipalité de Matera et la région Basilicate. Le choix du Palazzo del Sedile comme premier siège du conservatoire de musique de Matera doit être considéré comme d'une grande importance car la présence d'une institution active a permis d'endiguer le vide du centre historique.